# Малое Григорово
Малое Григорово — деревня в Селивановском районе Владимирской области России, входит в состав Чертковского сельского поселения.

## География
Деревня расположена на берегу реки Кестромка в 23 км на северо-запад от центра поселения деревни Чертково и в 13 км на север от райцентра Красной Горбатки.

## История
В конце XIX — начале XX века деревня входила в состав Больше-Григоровской волости Судогодского уезда, с 1926 года — в составе Вязниковского уезда. В 1859 году в деревне числилось 27 дворов, в 1905 году — 36 дворов, в 1926 году — 43 двора.
С 1929 года деревня входила в состав Больше-Григоровского сельсовета Селивановского района, с 1940 года — в составе Селивановского сельсовета, с 2005 года — в составе Чертковского сельского поселения. 

## Население
| 1859 | 1905 | 1926 | 2002 | 2010 | 2021 |
| ---- | ---- | ---- | ---- | ---- | ---- |
| 214  | ↘184 | ↗210 | ↘8   | ↘4   | ↘3   |